# Chorepískopoi
Chorepískopoi (Choroepiskopoi) är en ort i Grekland.   Den ligger i prefekturen Nomós Kerkýras och regionen Joniska öarna, i den västra delen av landet, 400 km nordväst om huvudstaden Aten. Chorepískopoi ligger 182 meter över havet och antalet invånare är 203. Den ligger på ön Korfu.
Terrängen runt Chorepískopoi är kuperad åt sydost, men åt nordväst är den platt. Runt Chorepískopoi är det ganska tätbefolkat, med 214 invånare per kvadratkilometer. Närmaste större samhälle är Korfu, 18,9 km sydost om Chorepískopoi. I omgivningarna runt Chorepískopoi växer i huvudsak blandskog.